# Tabanus biatripunctatus
Tabanus biatripunctatus är en tvåvingeart som beskrevs av Schuurmans Stekhoven 1926. Tabanus biatripunctatus ingår i släktet Tabanus och familjen bromsar. Inga underarter finns listade i Catalogue of Life.